# Fàbrica d'indianes de Joan Rull

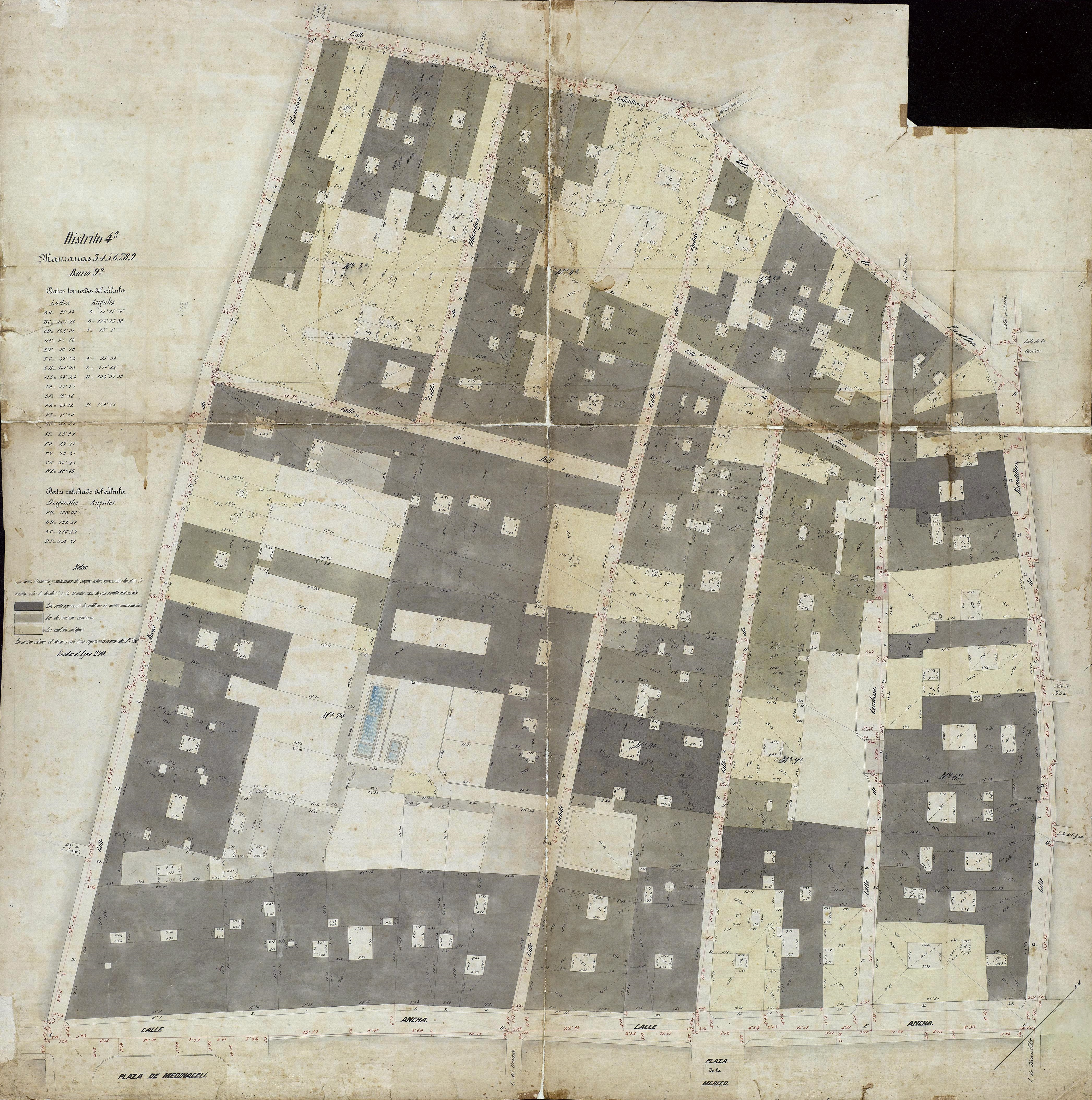
Quarteró núm. 113 de Garriga i Roca (c. 1860)

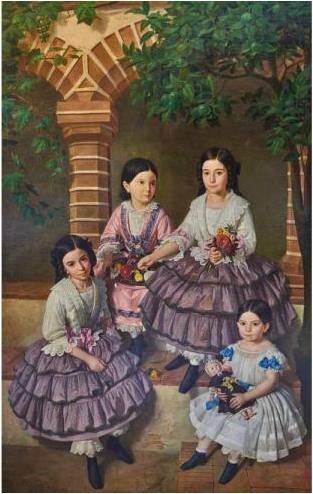
Retrat de les nenes Coronas i Espalter (Joaquima, Mercè, Rosa i Gertrudis), obra de Joaquim Espalter i Rull

La fàbrica d'indianes de Joan Rull era un conjunt d’edificis situats als carrers dels Còdols i d’Obradors, actualment desapareguts. En el seu emplaçament es va obrir el carrer d'en Rull.

## Història

### Anglès, Rull i Cia
El 1783 es va constituir la raó social Anglès, Rull i Cia, formada pel comerciant Jeroni Anglès (titular de la raó social Jeroni Anglès i Cia), el fabricant Joan Rull i Arnabach, i els comerciants Antoni Martí i Franquès i Joan Pau Puget, amb un capital de 24.000 lliures i dedicada a la fabricació d'indianes. La fàbrica es va instal·lar en una propietat als carrers dels Còdols i de la Mare de Déu (actualment Obradors), adquirida per Anglès en nom de la societat a l'hortolà Antoni Barraceta per 8.850 lliures.
El 1788, Joan Rull va demanar permís per a aixecar-hi un pis més. El 1792, pocs mesos abans de la mort de Jeroni Anglès, la societat va adquirir a Barraceta dues parcel·les més per 9.500 lliures. A la mort d'aquell, la direcció de la fàbrica, que fins aleshores havia estat compartida amb Rull, va quedar en mans d'aquest darrer, amb la qual cosa la companyia passà a dir-se Joan Rull i Cia.

### Joan Rull i Arbanach
El 1793, Rull va demanar permís per a reformar la façana del carrer dels Còdols, i aquell mateix any, i arran de la Guerra Gran, asumí el comandament dels miquelets creats pel Cos de Fàbriques per a lluitar contra la República Francesa i defensar les fronteres nacionals.
Posteriorment, la guerra amb Anglaterra i el bloqueig marítim afectaren profundament l'economia de la fàbrica, ja que entre 1796 i 1797, el volum de les vendes es va reduir en un 70%. El juny d'aquell mateix any, va demanar permís per a construir un nou edifici de planta baixa i tres pisos al carrer dels Còdols.
El 1816, Rull sol·licità el privilegi reial per a introduir el tòrcul (cilindre) per a l'estampació i aplicar-lo a la seva fàbrica. La Junta de Comerç, de la qual n'era membre, donà un informe favorable a la petició i el privilegi es concedí per sis anys. Per instal·lar la nova màquina, Rull demanà el suport tècnic de Lefèvre, el propagador d'aquesta innovació a França, que posteriorment s'associà amb els Rull. Aquest giny permetia augmentar enormement la productivitat, ja que en mans d’un operari expert l'estampat d'una peça exigia menys d'un minut, però les dificultats de tota mena que Rull i Lefèvre van tenir per a fer-lo funcionar els feren desistir d'introduir-ne més, i segurament també en va descoratjar altres fabricants, ja que fins al Padró General del 1829 no hi hagué un altre estampador, Josep Giralt.
El 1818, Rull promogué l'establiment d'una filatura a Santa Eugènia de Ter (vegeu fàbrica Marfà), on la séquia Monar permetia utilitzar les rodes hidràuliques com a força motriu, sota la raó social Mallol i Cia.

### Joan Rull i Camarasa
A la seva mort el 1820, el va succeir el seu primogènit Joan Rull i Camarasa, que hi va fer reformes a la banda del carrer dels Obradors, segons el projecte del mestre de cases Francesc Bosch. El 18 de març d’aquell any, es va implicar en la revolució constitucional tancant la fàbrica i manant els obrers a manifestar-se al Pla de Palau, lloc on es proclamà de nou la Constitució de 1812. Arran de la restauració absolutista de 1823 es va veure obligat a exiliar-se, deixant constància de la greu crisi que afrontava el seu negoci: 
| « | Por cuanto el otorgante (el mateix Rull) ha sufrido en el giro de su comercio notables menoscabos de resultas de la desastrosa guerra con la Francia desde el año de 1808 hasta el de 1814, habiendo continuado la decadencia desde dicho año catorze al veinte con motivo de los disturbios acaecidos en la América (pèrdua de la major part de les colònies americanes), y aún después aumentado las desgracias, hasta el día, ya con el contagio que sufrió esta ciudad en 1821 (epidèmia de febre groga), ya por la guerra civil que se promovió en este Reyno en el año próximo pasado (primera guerra Carlina), uniéndose a ello la que ha declarado la Francia, ocupando la mayor parte del territorio español (els Cent Mil Fills de Sant Lluís) en términos que en el día tiene sitiada esta plaza de Barcelona, causando estos infortunios la entera paralización del comercio, la estancación de los géneros y la ninguna representación de su intrínseco valor, lo cual agregado al importe de las exhorbitantes contribuciones que exige el gobierno para acudir a las urgencias de esta plaza, produce la falta de recursos para subsistir a las familias y la dificultad de hallar algún préstamo con que atender a las obligaciones y a su manutención.» | » |

Al seu retorn el 1828, Rull va demanar permís per a remuntar un pis a l'edifici del carrer dels Obradors, segons el projecte del mestre de cases Antoni Benasach. Ofegat pels deutes, aquell mateix any va haver de vendre la fàbrica i els terrenys al seu cunyat Francesc Espalter i Tolrà, que també havia adquirit la casa del costat a la família Barraceta.
Tanmateix, Rull va seguir al capdavant del negoci, censat al Padró General del 1829 com una fàbrica d'estampats al carrer dels Còdols, 25 (antic) amb un cilindre.

### Bonaplata, Vilaregut, Rull i Cia
El 13 de setembre del 1831, Rull va participar en la constitució de la societat Bonaplata, Vilaregut, Rull i Cia, dedicada al cicle complet del cotó (filatura, teixidura i estampació), que el 17 de juliol del 1833 va signar el contracte d’arrendament de la fàbrica del carrer dels Còdols.
Després de l'incendi del 1835 i la dissolució de la societat el 1838, dos dels antics socis, Valentí Esparó i Josep Colomer, hi van continuar la fabricació d'estampats. El 1840, Esparó va introduir les tres primeres perrotines a Barcelona, «habiéndolas montado por precaucion en casa del sócio Don José Colomer, donde trabajaron casi clandestinamente por un año y medio, no sin exposicion y amenazas de ser quemadas por los operarios pintadores de varias fábricas y de la suya propia.»

### Demolició i obertura del carrer d'en Rull
El 1853, Francesc Espalter i Tolrà i el seu fill Francesc Espalter i Rull van promoure l'obertura d'un nou carrer (que es diria d'en Rull) a través dels terrenys de la casa-fàbrica, que fou enderrocada, segons el projecte de l'arquitecte Joan Nolla i Cortès. Els Espalter se'n reservaren una parcel·la (actual núm. 8), on el 1854 van fer construir un edifici i van establir en emfiteusi la del costat (actual núm. 2-6) al seu cunyat Eusebi Coronas i Alsina (†1890), que hi va fer construir un altre, tots dos obra del mateix Nolla.